# Trésor de Saint-Denis

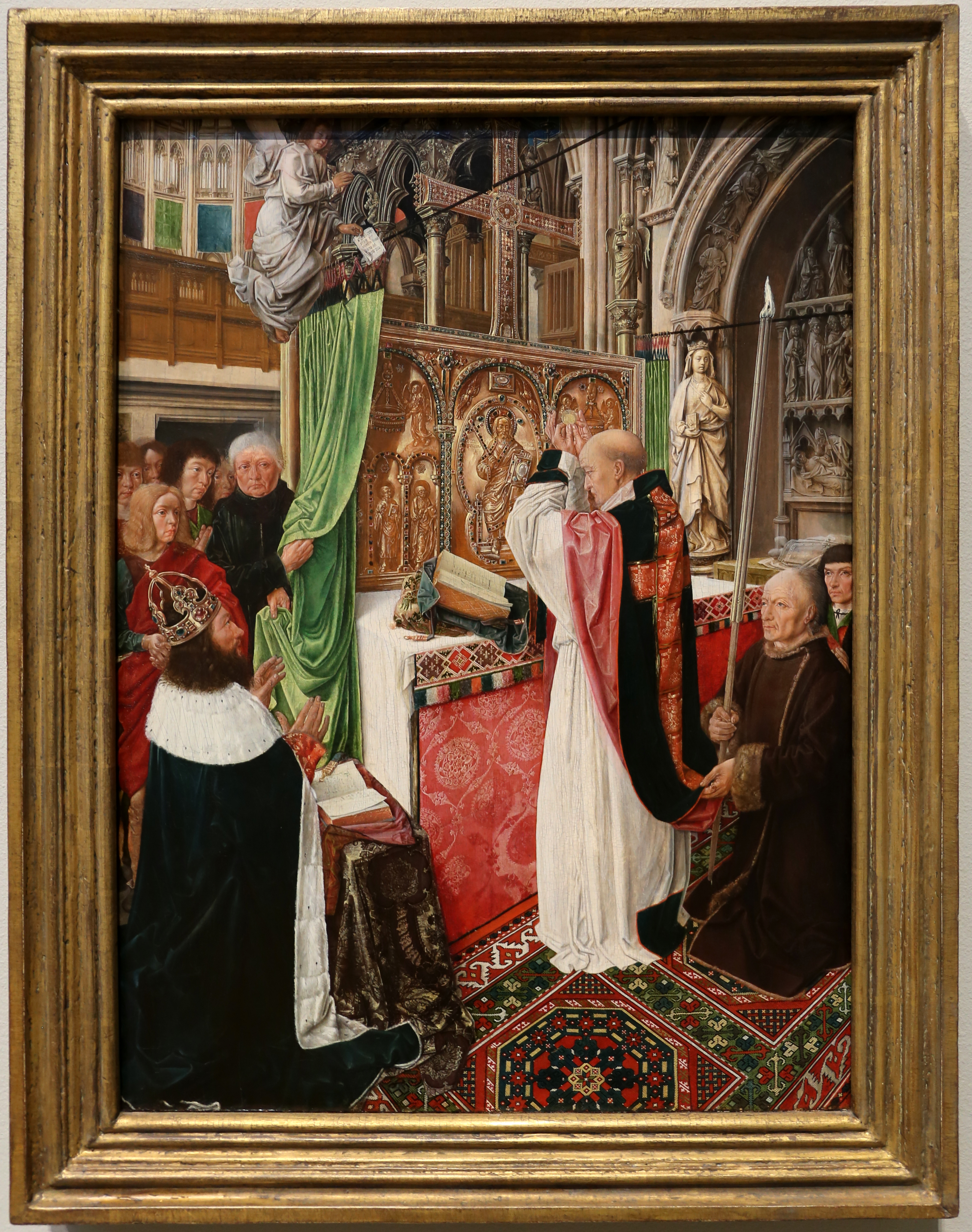
Maître de Saint Gilles, La Messe de saint Gilles (vers 1500), tableau montrant une partie disparue du trésor (la croix de saint-Éloi, le retable en or), National Gallery de Londres.

L'ancien trésor de la basilique de Saint-Denis était constitué d'un grand nombre de pièces d'orfèvrerie, culturelles ou historiques, rassemblées au cours de la longue histoire de la basilique. Ce trésor liturgique avait une importance particulière car il a été le lieu de conservation des insignes royaux de la monarchie française pendant la période de l'Ancien Régime. Dispersés ou détruits en grande partie à la Révolution française, certains de ses éléments préservés sont aujourd'hui conservés à Paris au musée du Louvre ou au département des monnaies, médailles et antiques de la Bibliothèque nationale de France.

## Historique

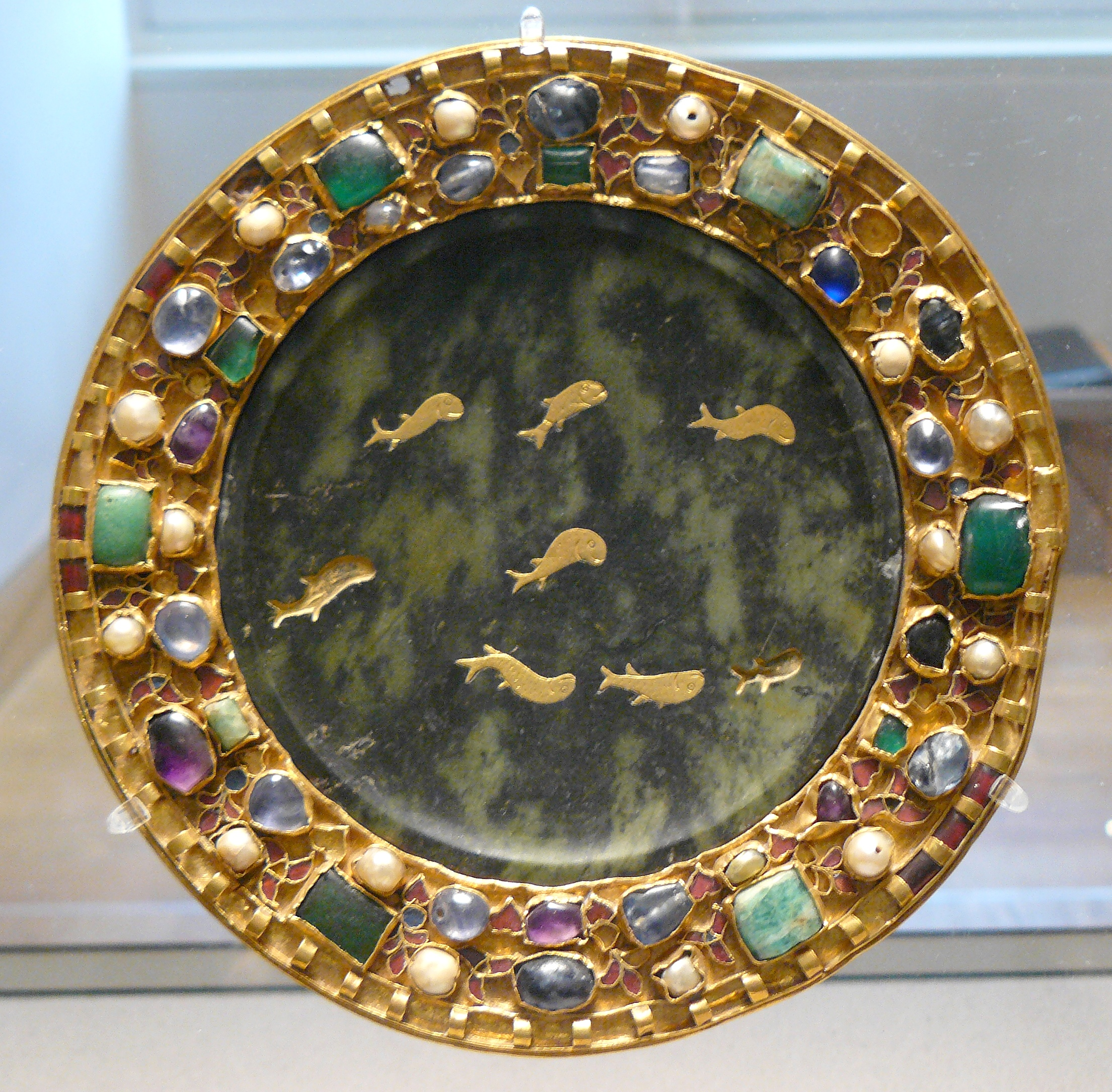
Patène de serpentine antique, monture époque Charles le Chauve, Paris, musée du Louvre.

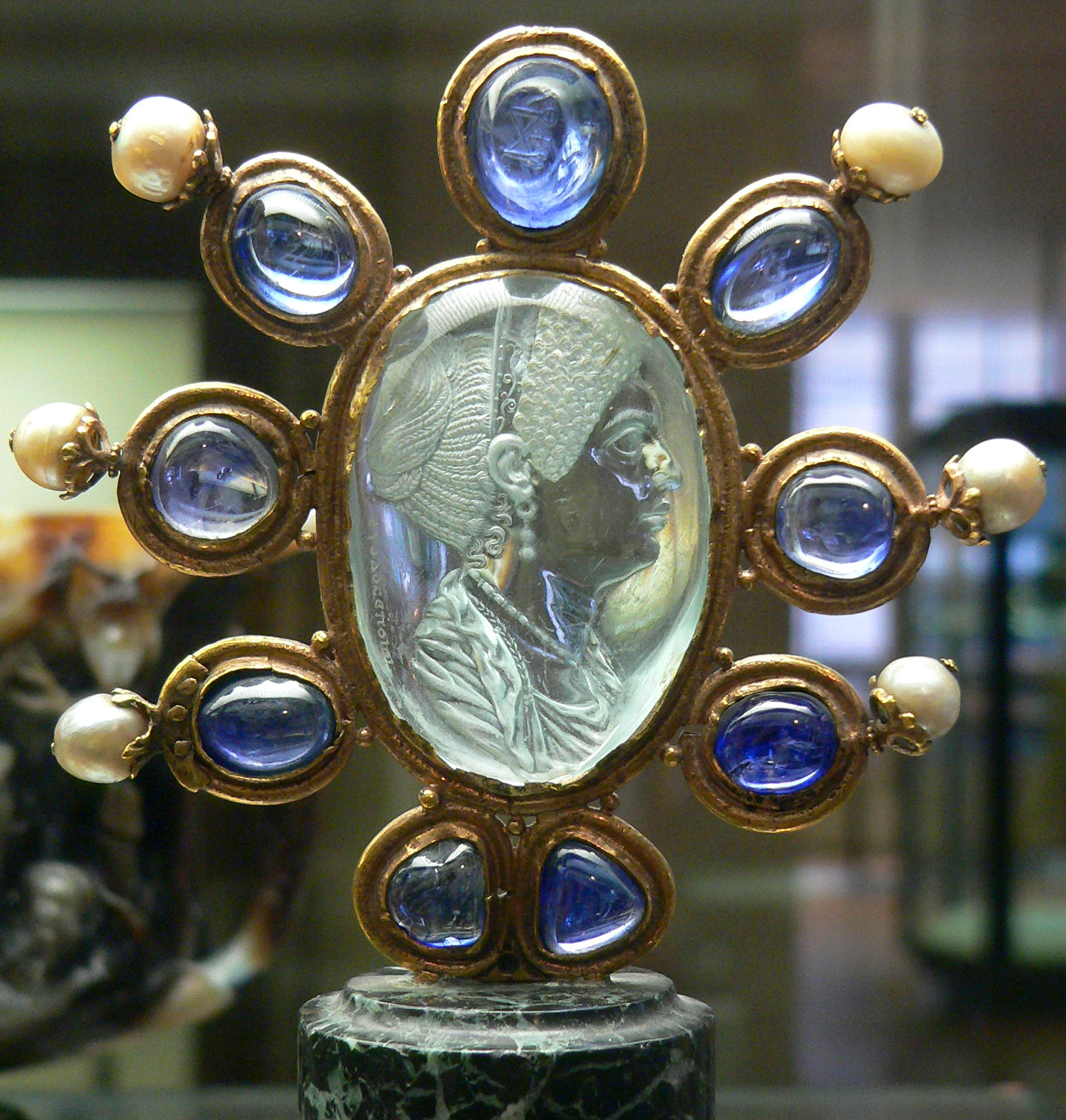
Élément de l'escrain de Charlemagne, intaille antique en Aigue-marine représentant Julia Titi, Paris, département des monnaies, médailles et antiques de la Bibliothèque nationale de France.

L'abbaye de Saint-Denis, dont la fondation remonte aux origines du christianisme en France, n'a pas cessé de prendre de l'importance et, de par son statut particulier d'abbaye royale et de nécropole des rois de France, devint l'une des plus riches du monde chrétien.
Dès les temps carolingiens, les monarques lui firent d'importants dons en manuscrits précieux ou en pièces d'orfèvreries prestigieuses. L’abbaye de Saint-Denis, du fait de ses liens étroits avec le pouvoir, occupe une place à part dans l’histoire des trésors carolingiens. L’abbaye conserve un très grand nombre d’objets luxueux et de manuscrits enluminés : la riche splendeur de leurs ornements d’or, d’argent et de pierreries cherche à signifier, dans leur matérialité même (car les reliures d’orfèvrerie sont pareilles à des châsses conservant les mystères divins), l’ineffable sainteté des lieux qu’ils célèbrent, et la puissance tutélaire d’une fondation mythique veillant, depuis ses origines, sur le peuple franc. C’est avant tout à la générosité de Charles II le Chauve que sont dus les fabuleux objets d’orfèvrerie qui scellèrent l’insigne renommée du trésor : la grande croix d’or et la table d’or de l’autel majeur, l’escrain dit de Charlemagne, la coupe des Ptolémées et la patène de serpentine aux poissons d’or qui lui était associée, pour n’en citer que les plus illustres. L’empereur légua aussi au monastère royal, en 877, certains manuscrits de sa bibliothèque. On peut compter parmi eux le chef-d’œuvre de l’école franco-insulaire, une grande Bible peinte à Saint-Amand vers 875, et peut-être aussi un livre d’Évangiles entièrement écrit sur parchemin pourpré hérité de son grand-père qui compte, avec sa reliure d’ivoire, parmi les chefs-d'œuvre de l’école du Palais de Charlemagne. 

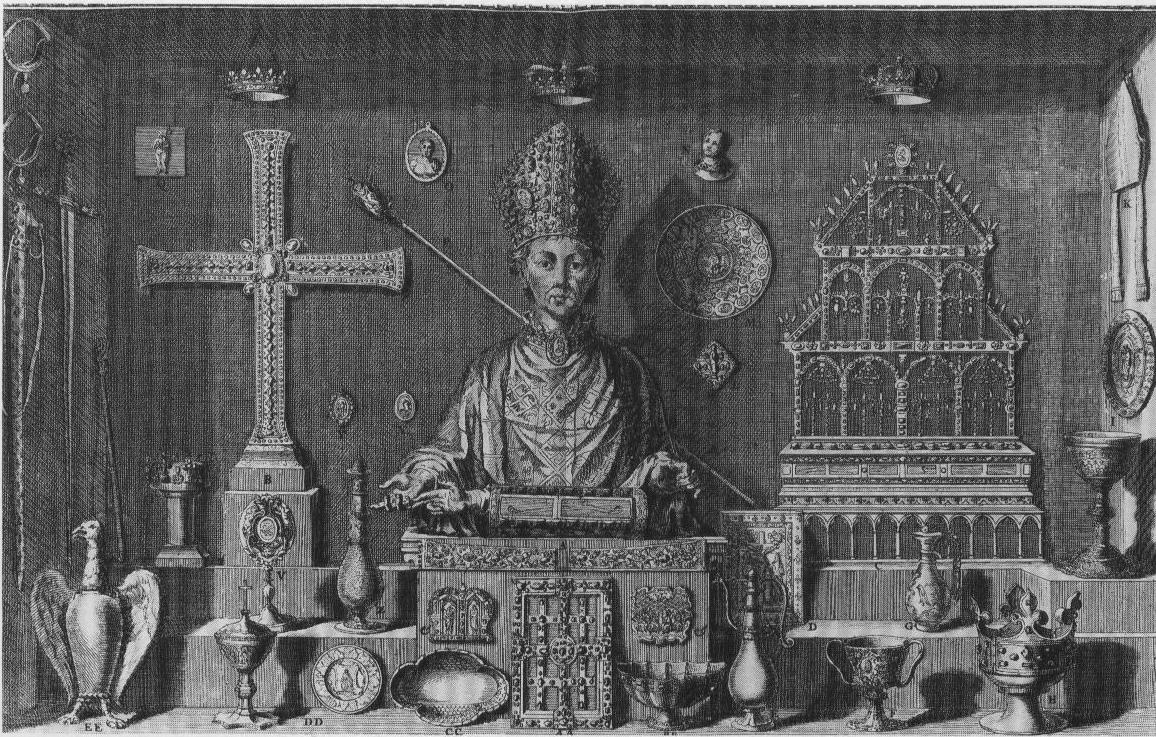
Une des armoires du trésor de Saint-Denis contenant une partie des régalia. Gravure de dom Félibien, 1706.

Cette constitution d'un trésor considérable atteint son apogée sous la direction de l'abbé Suger au XIIe siècle. Parallèlement au trésor liturgique, y étaient aussi conservés les regalia, objets utilisés pour le sacre des rois, ou emblèmes sacrés du royaume, comme l'oriflamme. Des aménagements spécifiques des mobiliers étaient réalisés pour favoriser l'exposition du trésor aux fidèles. 
Le trésor, malgré des vols ou des pillages, notamment pendant les invasions normandes, comptait en 1634, lors du grand inventaire, 445 objets ou groupes d'objets. Le trésor est alors célèbre dans toute l'Europe. Il fait l'objet de visites et des livrets d'explications sont publiés. À cette époque, il est présenté dans sept grandes armoires de bois.
Intentionnellement, la période révolutionnaire causa la disparition d'un grand nombre d'objets, certains fondus pour frapper monnaie, d'autres vendus. Il s'agissait de faire disparaître les insignes de l'Ancien Régime. Seule une centaine de pièces a été préservée en 1791 au profit du cabinet des médailles de la bibliothèque nationale et en 1793 pour enrichir les collections du musée du Louvre.
Pendant le Premier Empire et la Restauration, une tentative de reconstituer le trésor fut faite, notamment par le rachat de pièces historiques, en particulier six calices et cinq patènes de la fin du XVIe siècle et du début du suivant, mais six de ces objets disparurent lors du cambriolage de 1882.

## Pièces remarquables
L'inventaire du trésor avant la Révolution est référencé mais de nombreuses pièces de grande valeur ont aujourd'hui disparu, en particulier presque tous les bijoux royaux et les couronnes de sacre comme celles de Henri IV ou de Louis XII. De nombreuses châsses en métaux précieux ont aussi été perdues.

### Objets détruits
Parmi les objets détruits, on peut citer les couronnes et sceptres du trésor.

#### La couronne dite de Saint Louis

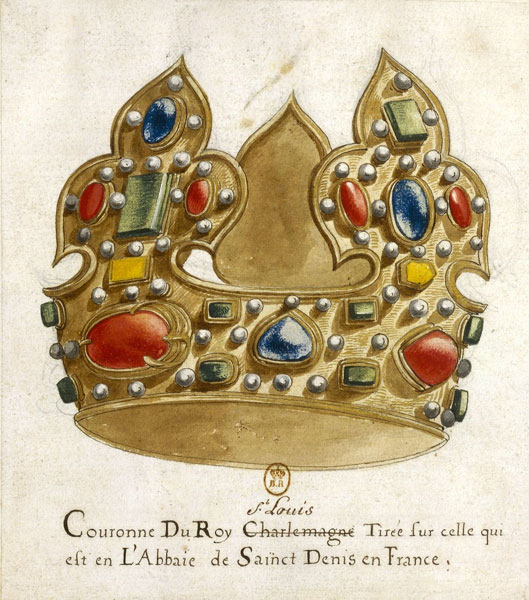
La sainte couronne, dite couronne de Saint Louis, d'après un dessin du de la collection Gaignières.

Il existait à la fin du XIIIe siècle dans le trésor de Saint-Denis une couronne d'or fleurdelisée et gemmée qui était déjà réparée : sur au moins la moitié de sa circonférence, elle était doublée intérieurement d'une plaque métallique.
Cette couronne royale était réputée abriter une épine de la couronne de Jésus-Christ et constituait avec le Saint Clou une des pièces principales du trésor de l'église. L'épine était placée sous un volumineux cabochon qu'on nommait rubis, mais qui était un rubis balai, ou spinelle, de 278 carats métriques. D'après Suger, cette épine était un don de Louis VI à l'église de Saint-Denis lui venant de sa grand-mère Anne de Kiev. L'émeraude au centre de la fleur de lis centrale est de nos jours au Muséum national d'histoire naturelle à Paris.
Au Moyen Âge, on appelait cette couronne reliquaire Sainte Couronne ou couronne d'épines, puis on prit l'habitude de l'appeler couronne de saint Louis. Elle servit pour le sacre de Jean II et celui d’Anne de Bretagne.
Cette couronne était portée en procession quand on célébrait l'obit ou la messe solennelle d'un roi. Déposée à l'autel des saint martyrs en compagnie d'autres reliques (Saint Clou, bras de saint Siméon), la couronne fut ensuite déposée sous l'Ancien régime dans une armoire du trésor. Cette couronne fut représentée sur deux tableaux : La Messe de saint Gilles et La Vierge de la famille de Vic.

#### Les couronnes du sacre dites de Charlemagne
Le 14 août 1193, le roi Philippe Auguste épouse en secondes noces Ingeburge de Danemark. Le lendemain, elle est sacrée ; pour l'occasion le roi porte couronne. En 1223, le roi lègue par un testament — conservé à l'abbaye — sa couronne ainsi que celle de la reine au trésor de Saint-Denis. Peu après Louis VIII et Blanche de Castille sont couronnés à Reims avec ces deux couronnes. Le roi ne respecte pas les volontés de son père et décide, moyennant une importante somme d'argent donnée aux moines, de récupérer les deux couronnes. En 1226, Louis IX monte sur le trône. En 1261, ce dernier décide de rendre définitivement à l'abbaye de Saint-Denis les deux couronnes indiquant par un texte qu'elles furent faites pour le sacre des rois et des reines et que les jours de fête solennelle elles soient suspendues par des chaînettes au-dessus de l'autel matutinal. C'est ainsi que ces deux couronnes du roi et de la reine furent intégrées au trésor de l'église.
L'inventaire du trésor de 1534 donne une description précise de la couronne du roi : elle était d'or massif et pesait avec l'ensemble des pierres du bonnet et des chaines d'argent près de quatre kilogrammes. Cette couronne possédait une coiffe intérieure de forme conique et qui était surmontée par un rubis de 200 carats. C'est le roi Jean II qui fit réaliser cette coiffe de couleur cramoisie. En 1547, Henri II fit refaire un nouveau bonnet doublé de satin. En 1590, le duc de Mayenne s'empare de la couronne et la fond pour en tirer de l'argent et financer la Ligue catholique. 
Par la suite, c'est la couronne de la reine qui était quasiment identique qui servit pour les sacres. Ces deux couronnes furent appelées successivement couronne de Charlemagne.

#### La couronne d'Henri IV
Cette couronne réalisée pour le sacre d'Henri IV à Chartres était à 12 demi-arches ornées de feuilles, six avec fleurs de lys, six avec feuille de persil ; six émaux rouges et six émaux bleus, imitant rubis et saphirs, étaient séparés par des boules d'émail blanc imitant des perles.

#### Les sceptres

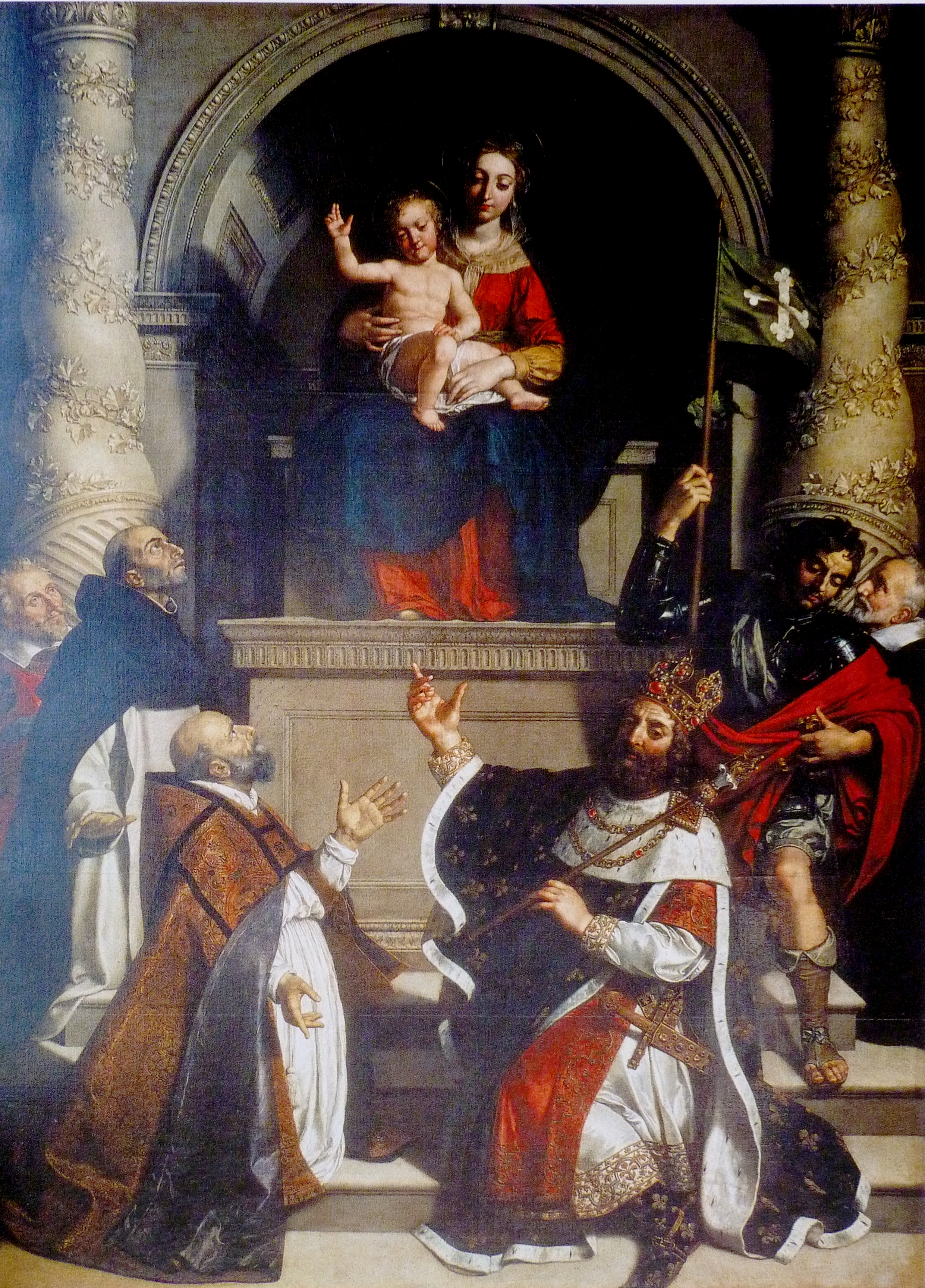
Frans Pourbus le Jeune, La Madone de Vic (1617), Paris, église Saint-Nicolas-des-Champs. Le roi à droite serait Charlemagne, il porte le sceptre de Charles V, la couronne de Saint Louis, l'épée Joyeuse, la grande agrafe et les éperons d'or.

Parmi les regalia détruits ou disparus, on peut citer plusieurs sceptres royaux dont :
- le sceptre à la rose des reines de France (disparu pendant les guerres de religion) ;
- le sceptre dit de Saint Louis, en argent doré, datant de vers 1300, doté d'un sommet en forme de feuillage ;
- le sceptre de Dagobert, volé en 1795.

Ainsi que le fermail de la Chappe, ou grande agrafe — un losange d'or environné de perles, avec une fleur de lys fleurdelisée d'or, enrichi de rubis balais, utilisé pour retenir le manteau du sacre —, tel qu'il est représenté sur le tableau La Madone de Vic.

### Objets encore existants
Souvent constitués de parties antiques réutilisées, d'éléments de différentes époques assemblés, restaurés et modifiés au cours du temps, la classification proposée ici des objets encore existants est purement indicative.

#### Les antiques entrés au trésor au cours du Moyen Âge, à une date indéterminée
Un certain nombre d'intailles ou camées des collections royales (département des monnaies, médailles et antiques de la Bibliothèque nationale de France ou musée du Louvre).
Une statuette égyptienne en bronze représentant Imhotep, actuellement conservée au Musée des Beaux-Arts de Budapest (n°51.2313) viendrait selon plusieurs publications du trésor de Saint-Denis.

#### Époque carolingienne ou assimilé
- Trône de Dagobert (département des monnaies, médailles et antiques de la BnF).
- La grande croix d'orfèvrerie (2 mètres) posée sur un piédestal en émaux (département des monnaies, médailles et antiques de la BnF) portait un Christ en or, cloué par trois saphirs, dont la plaie était de saphir et de grenats. Le Christ fut retiré par les Ligueurs en 1590.
- Pièces en ivoire du jeu d'échecs de Charlemagne (département des monnaies, médailles et antiques de la BnF).
- Sommet de l'escrain de Charlemagne, intaille antique de Julie (département des monnaies, médailles et antiques de la BnF).
- Olifant d'ivoire, dit de Roland (département des monnaies, médailles et antiques de la BnF).
- Retable en triptyque, or et émaux (disparu).
- Patène de serpentine de Charles le Chauve (musée du Louvre) d'une part et calice de Charles le Chauve dont il subsiste le vase antique dit coupe des Ptolémées (département des monnaies, médailles et antiques de la BnF) d'autre part.
- Cristal de Saint-Denis (Londres, British Museum)[12].[Information douteuse]

#### Les vases de Suger
- Navette de saint Éloi (département des monnaies, médailles et antiques de la BnF).
- Aigle de Suger (musée du Louvre).
- Vase d'Aliénor (musée du Louvre).
- Aiguière de sardoine (musée du Louvre).
- Aiguière en cristal de roche (musée du Louvre).
- Calice de Suger, coupe en sardonyx (Washington, National Gallery of Art, Collection Widener).

#### Reliquaire royal duXIVesiècle
Vierge de Jeanne d'Évreux (musée du Louvre).

#### Les regalia
- Joyeuse (épée) et éperons (musée du Louvre).
- Sceptre de Charles V (musée du Louvre).
- Couronne de sacre de Louis XV (musée du Louvre).

#### Autres objets
Le fermail de saint Louis, agrafe assez semblable au fermail du sacre disparu, conservé au musée du Louvre.

Éléments du trésor
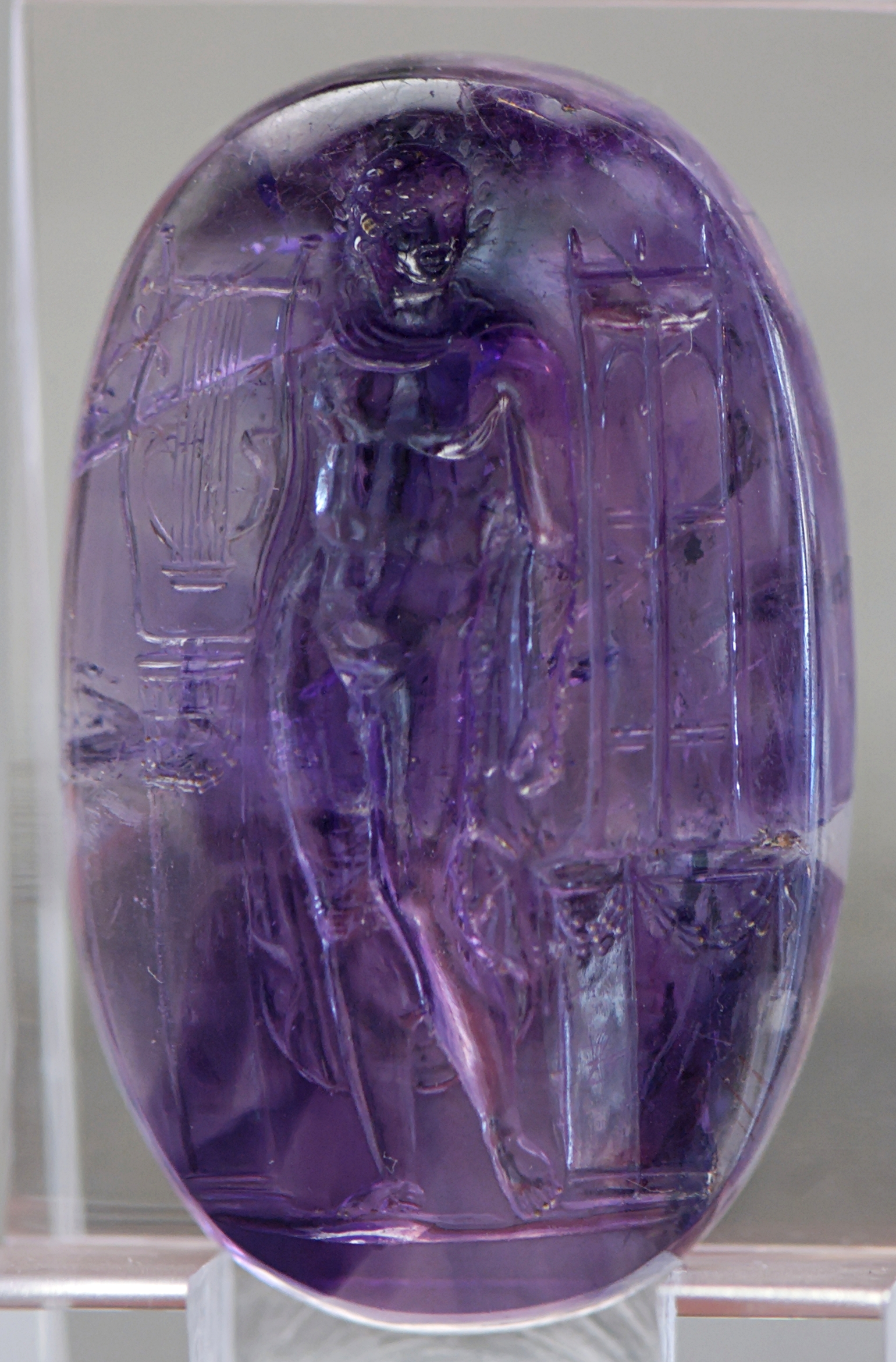
Néron en Apollon, améthyste.
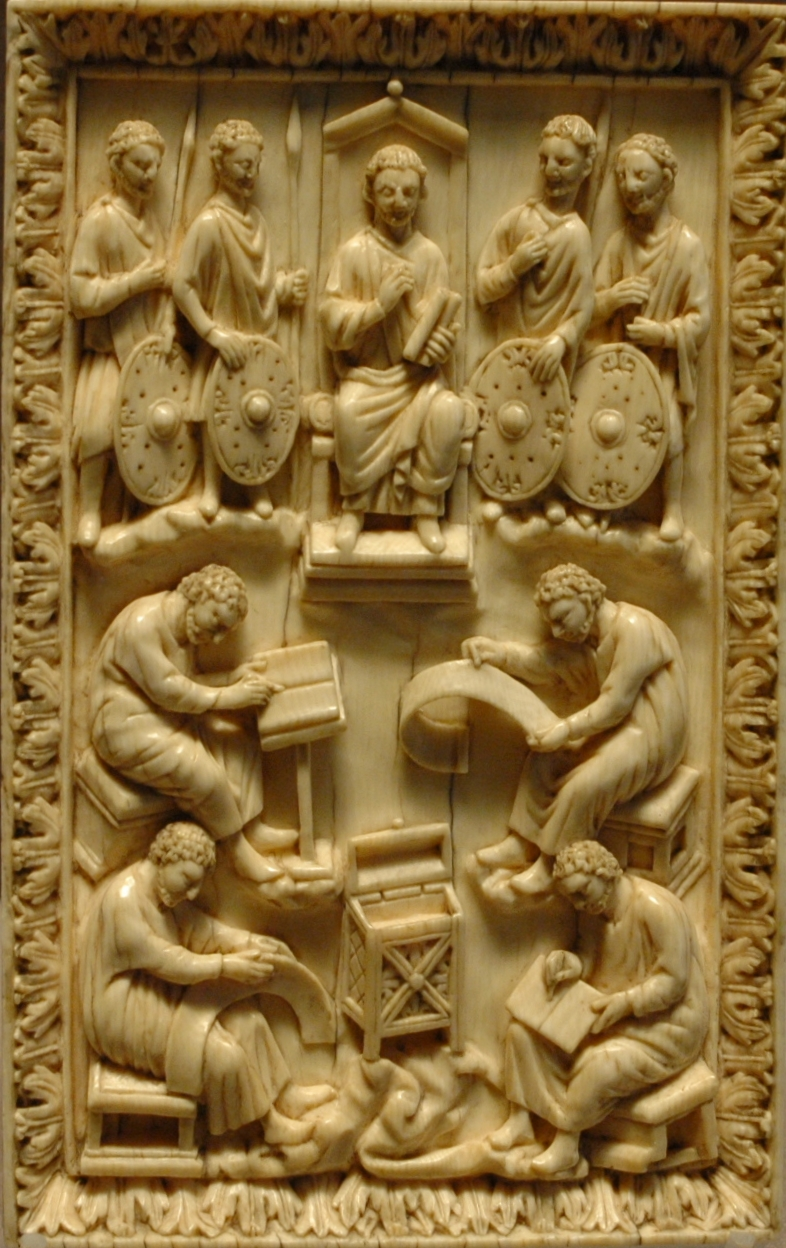
Couverture de codex : David dictant les psaumes.
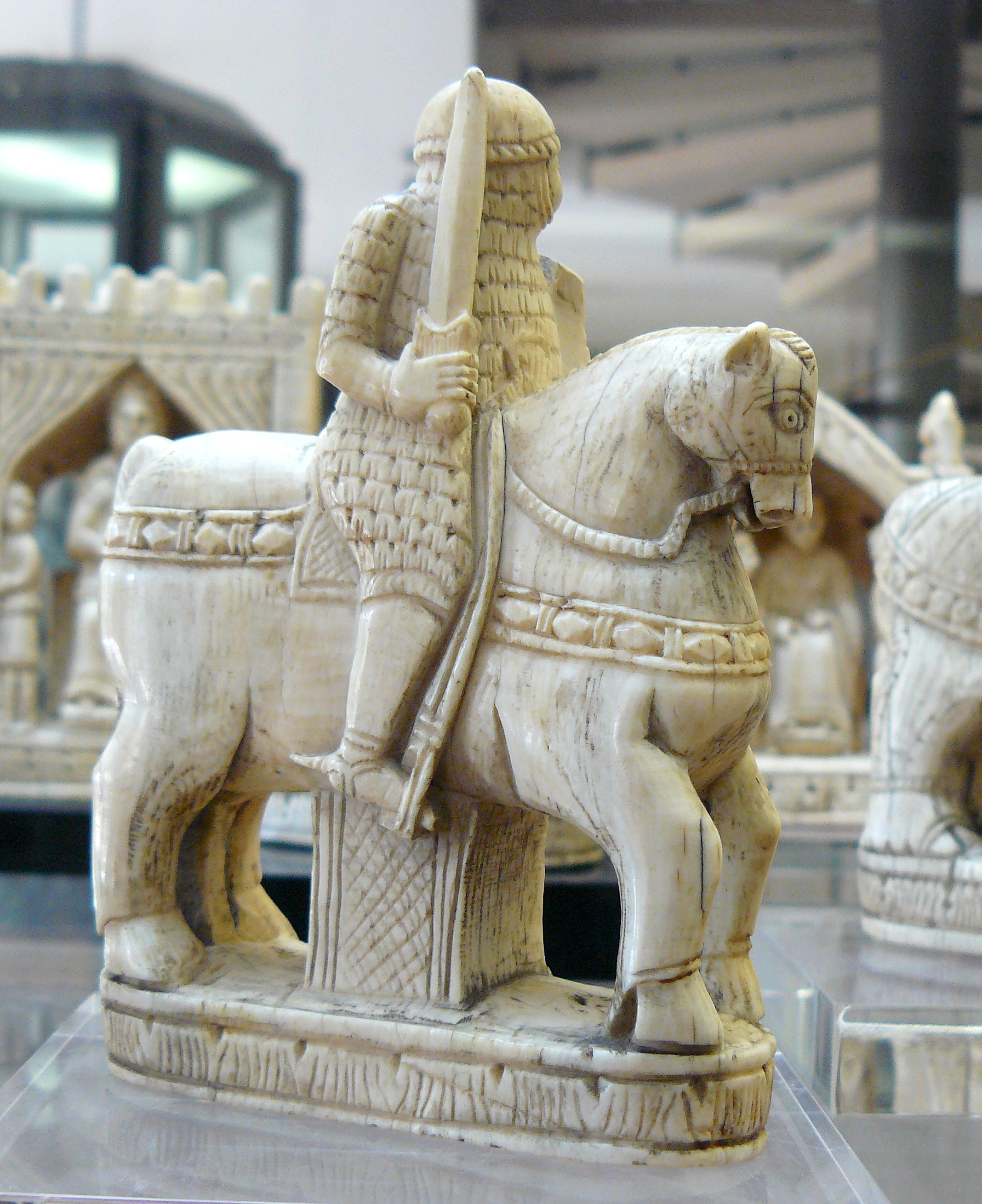
Échiquier de Charlemagne, cavalier en ivoire.
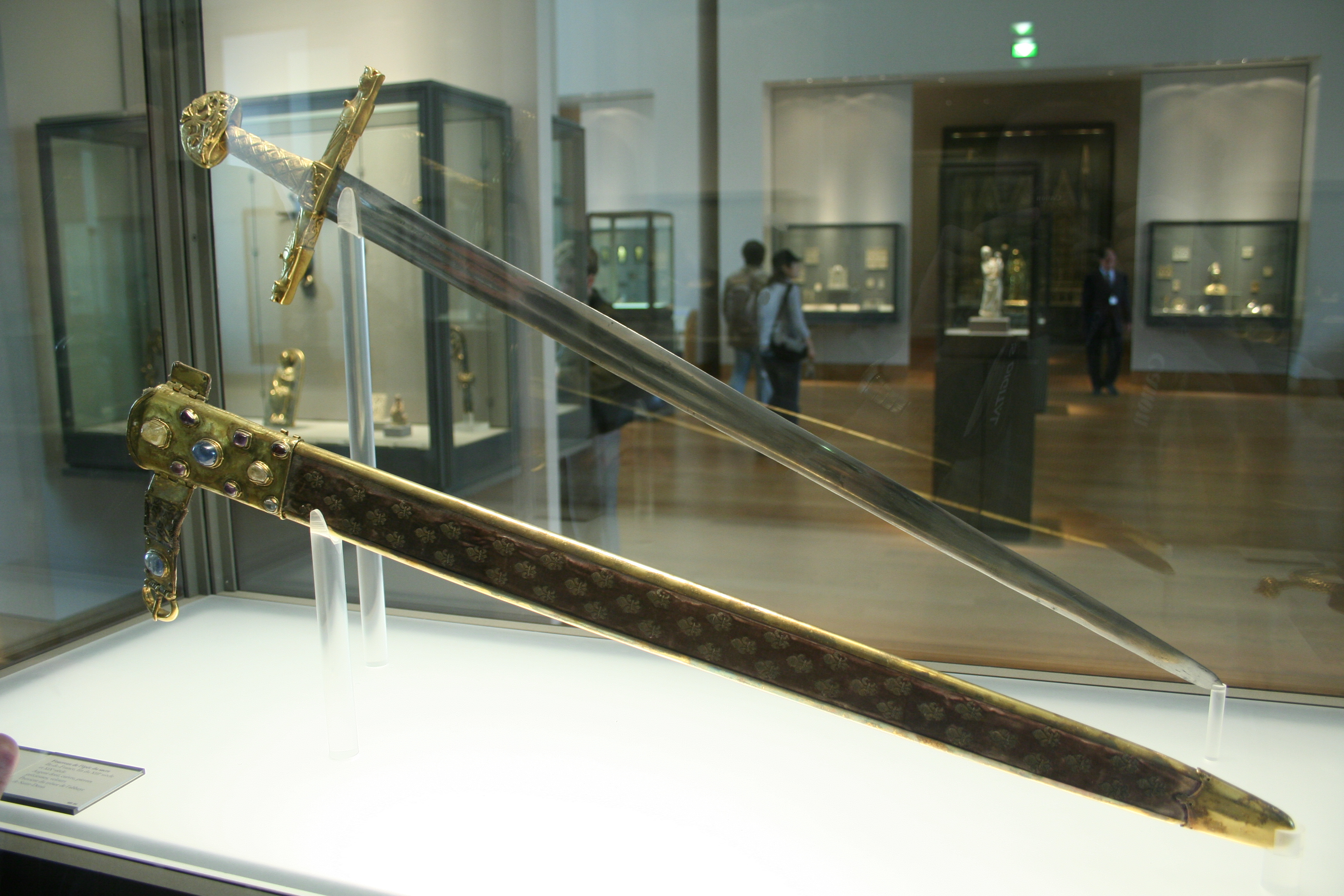
Épée Joyeuse.
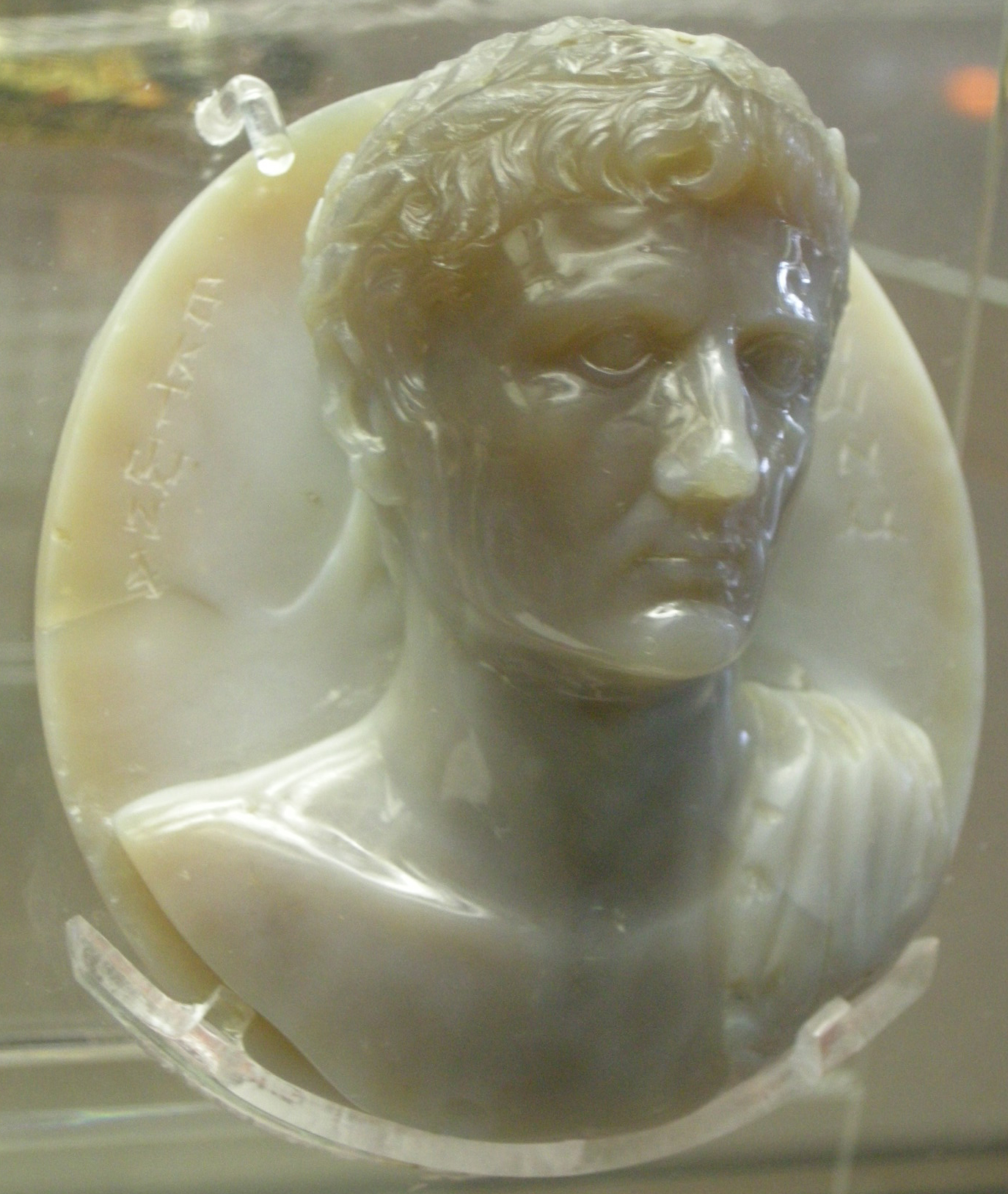
Buste d'Auguste, calcédoine cendrée.
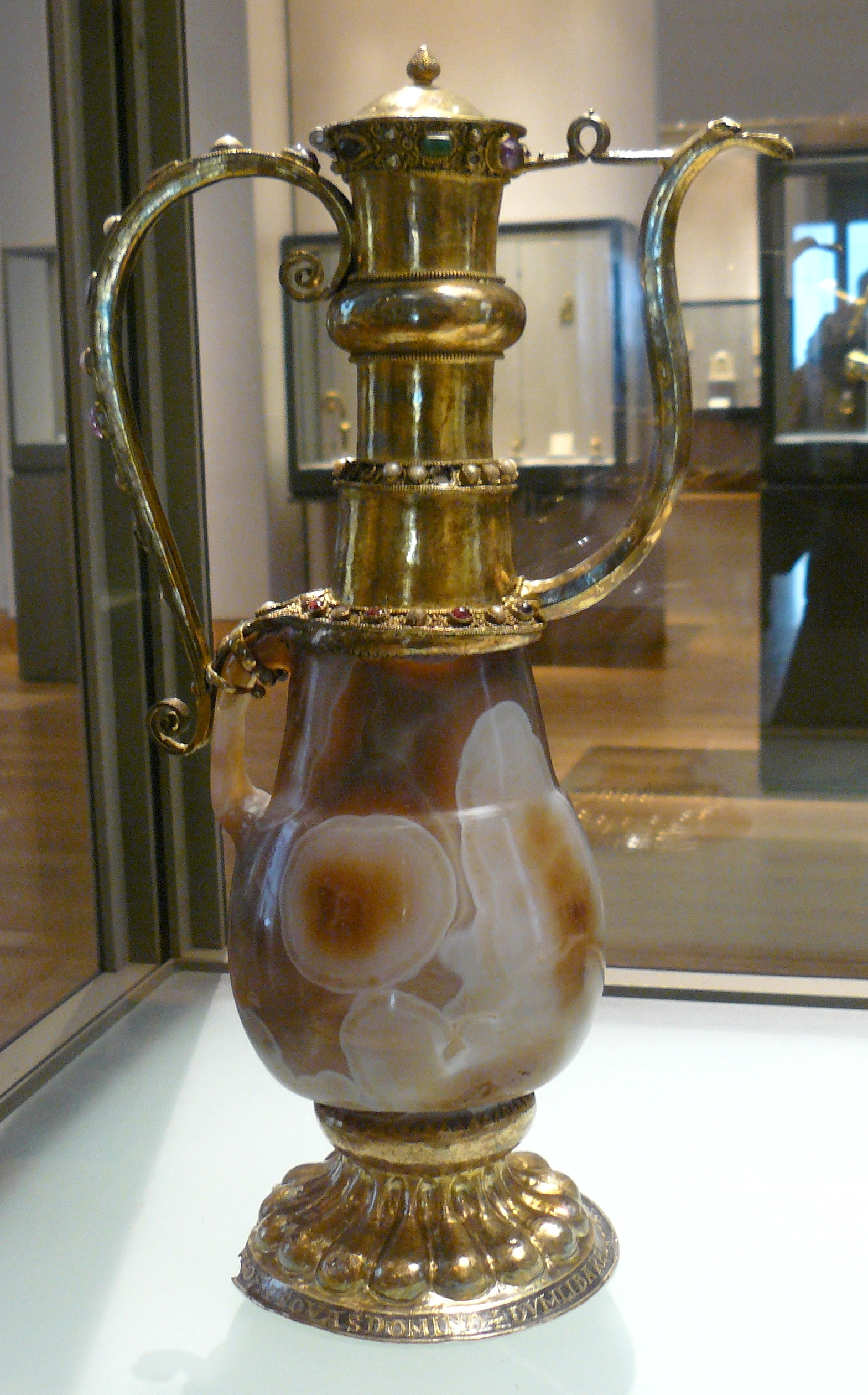
Aiguière de sardoine.
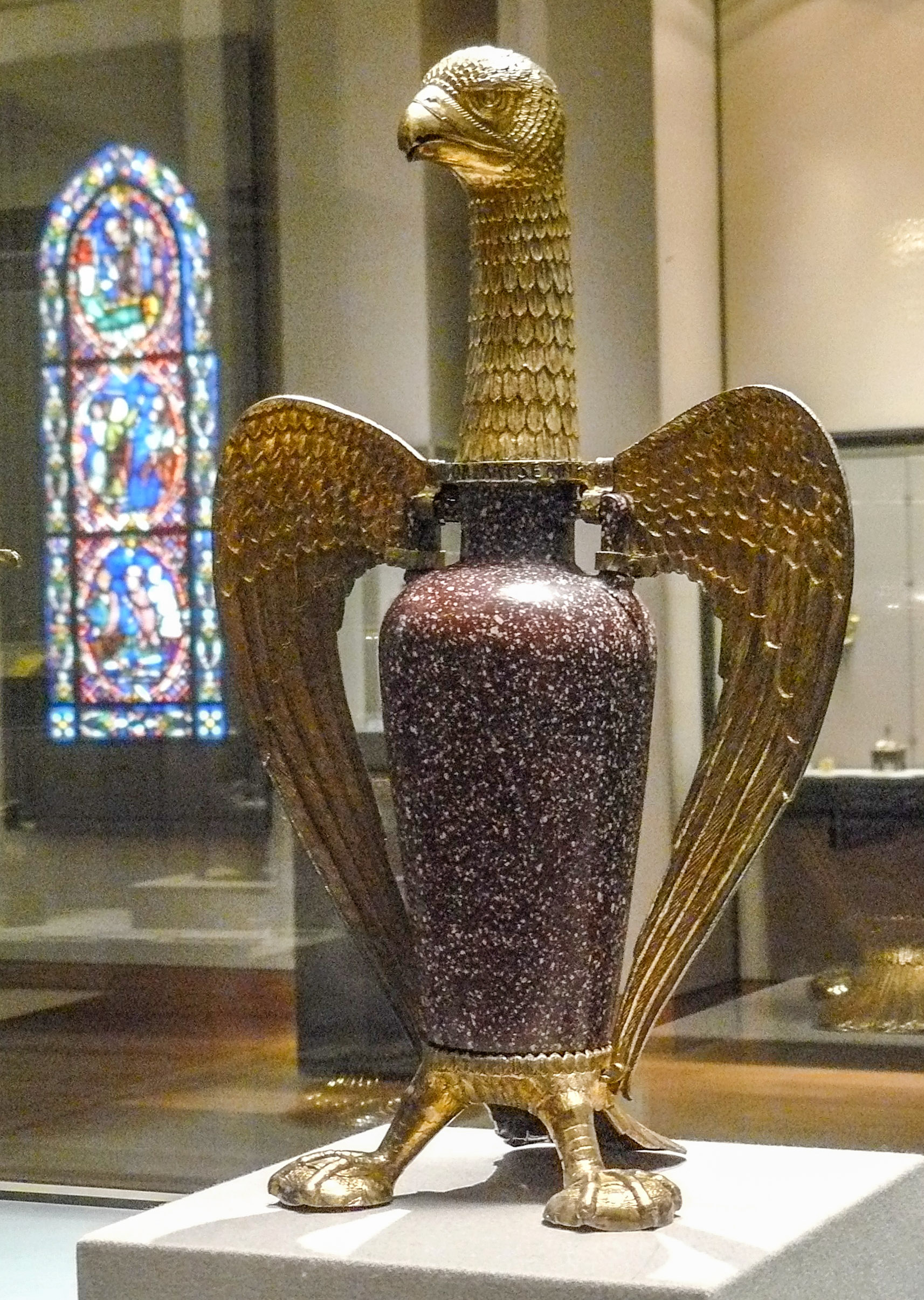
Aigle de Suger.
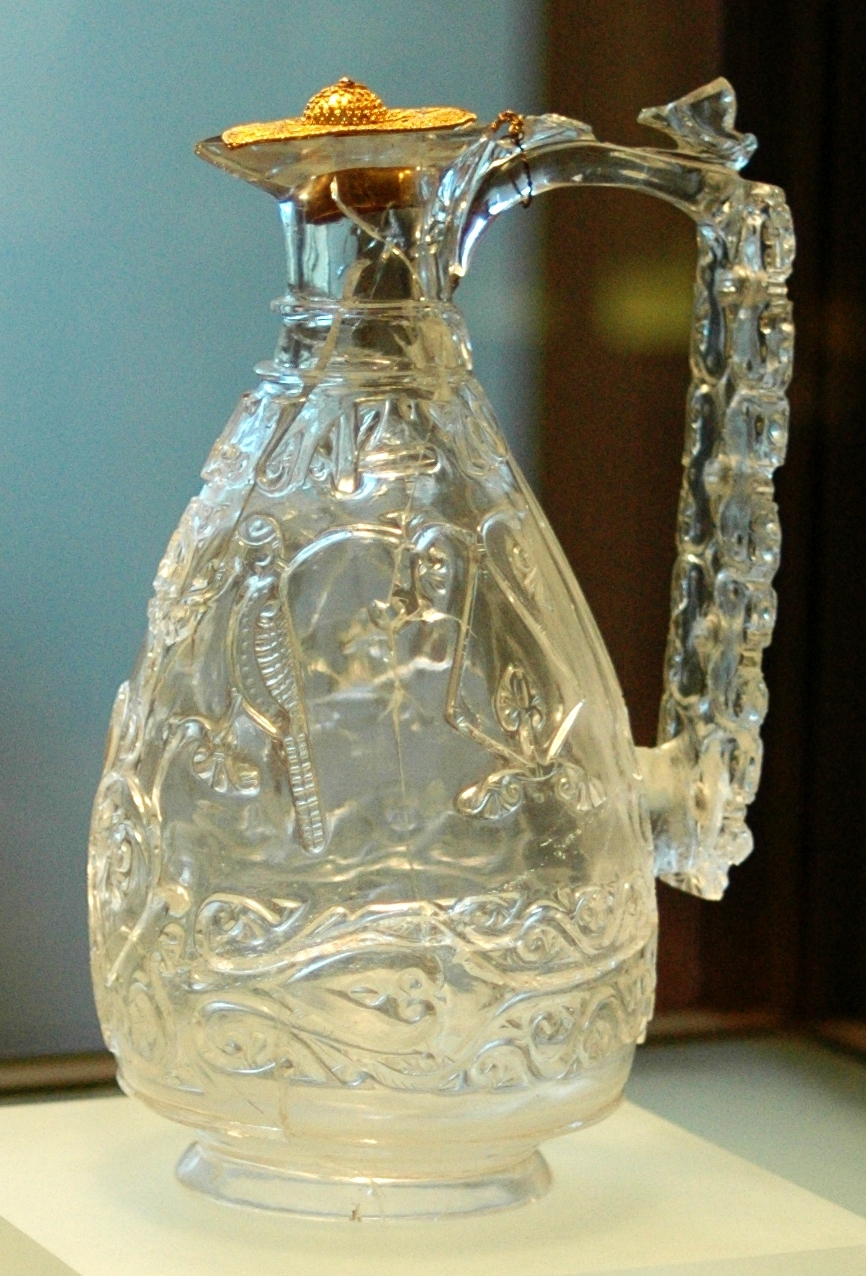
Aiguière aux oiseaux.
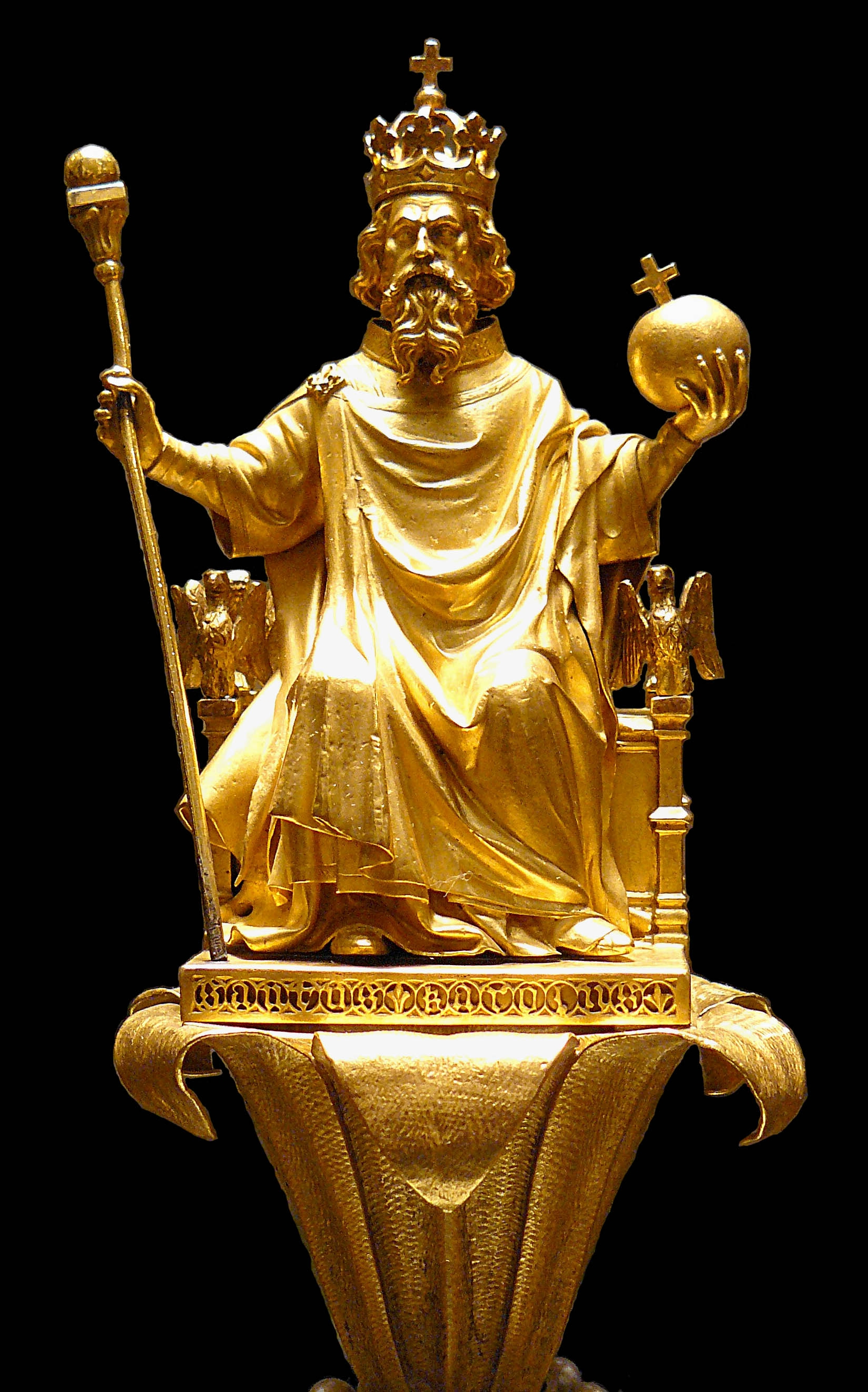
Sceptre de Charles V.
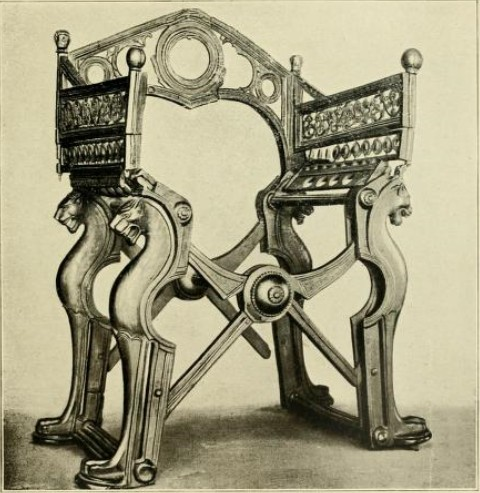
Trône de Dagobert.
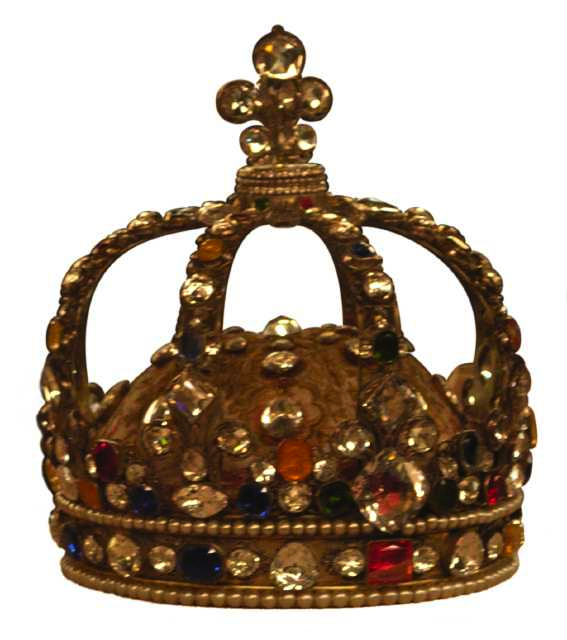
La couronne de Louis XV, musée du Louvre.
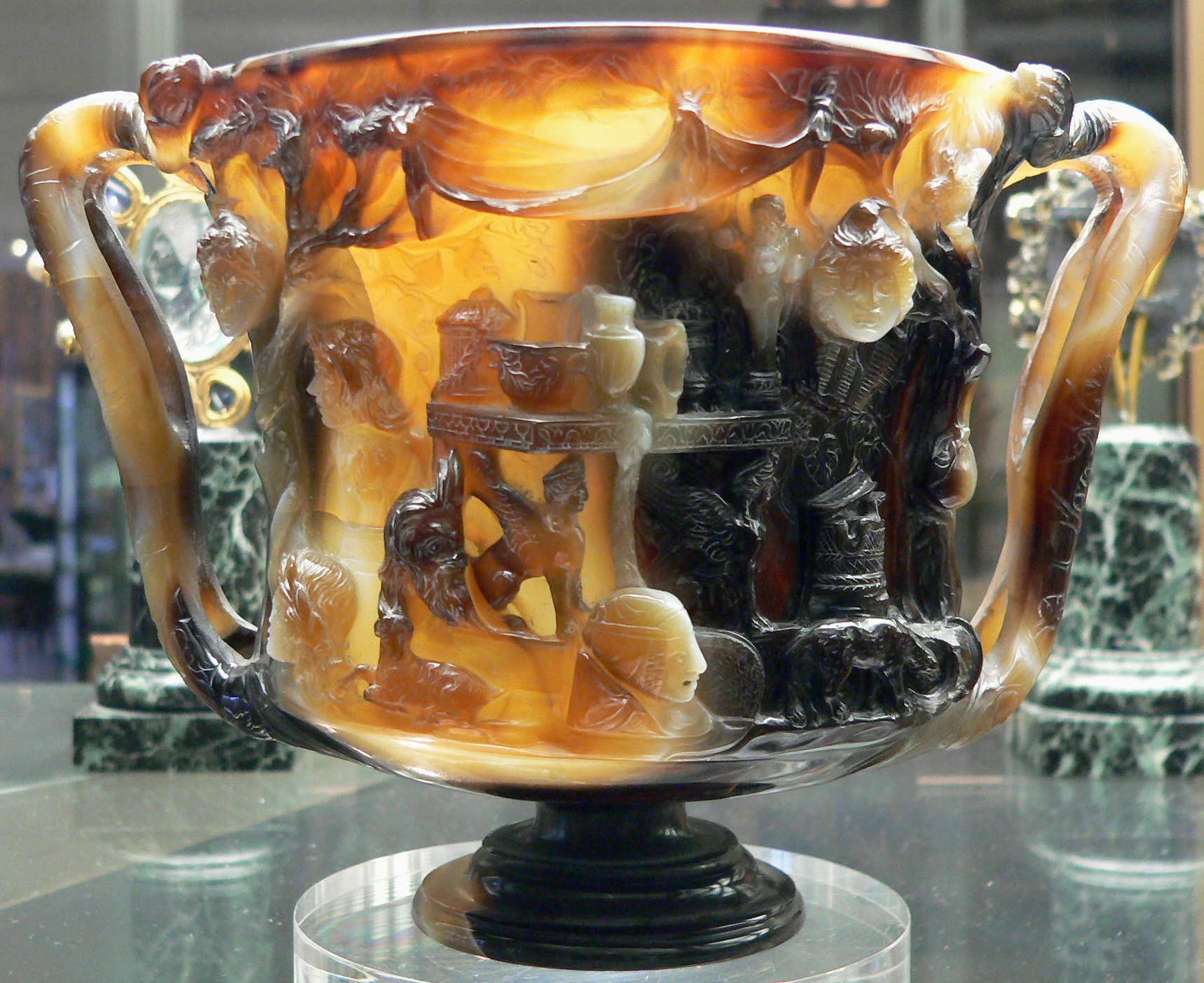
La coupe des Ptolémées, BnF.
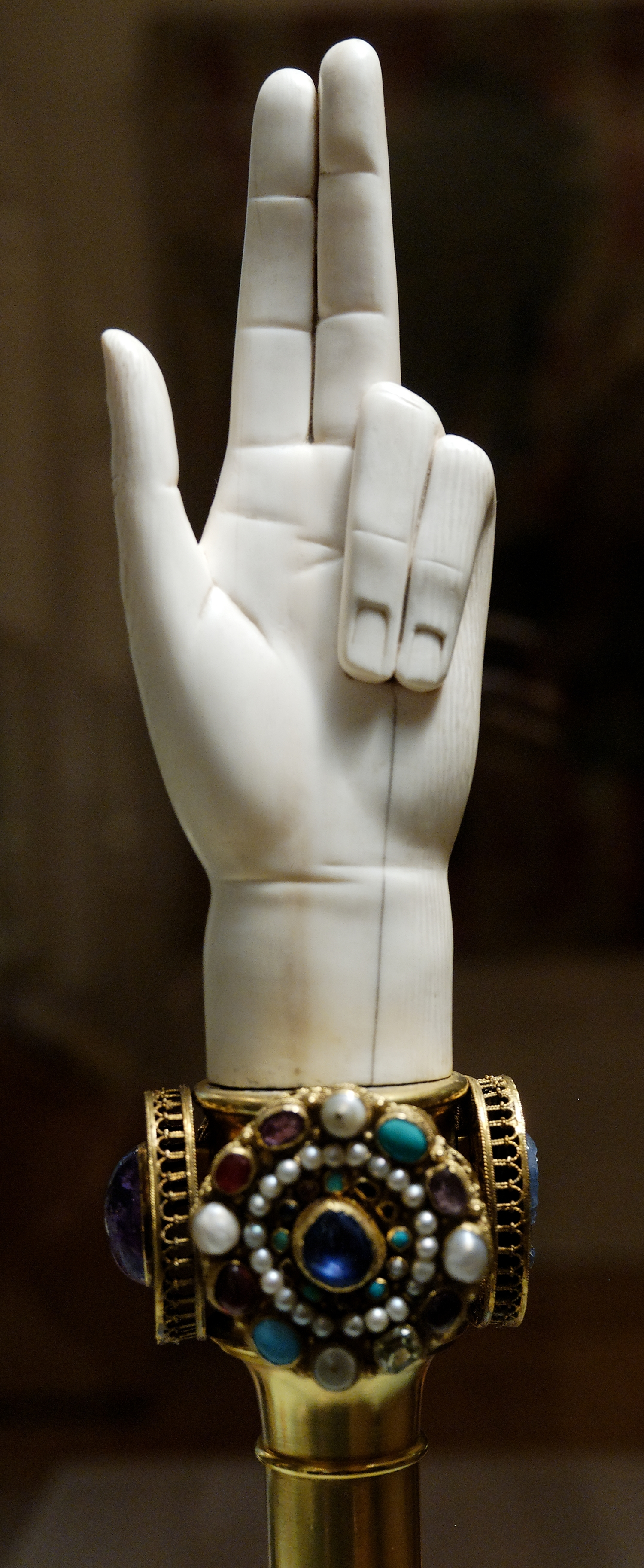
Main de justice du sacre de Napoléon Ier, musée du Louvre.
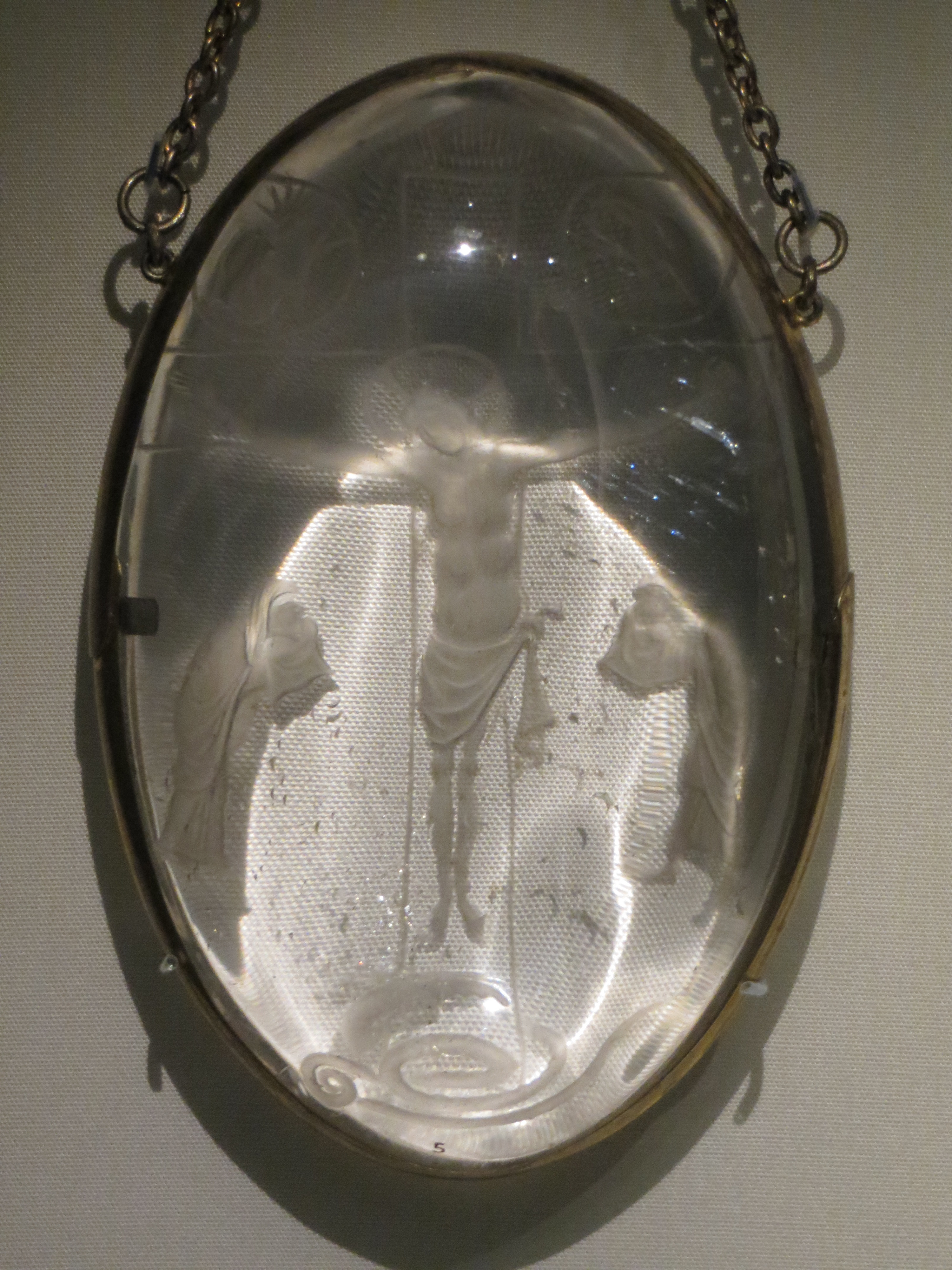
Cristal de saint Denis, British Museum.
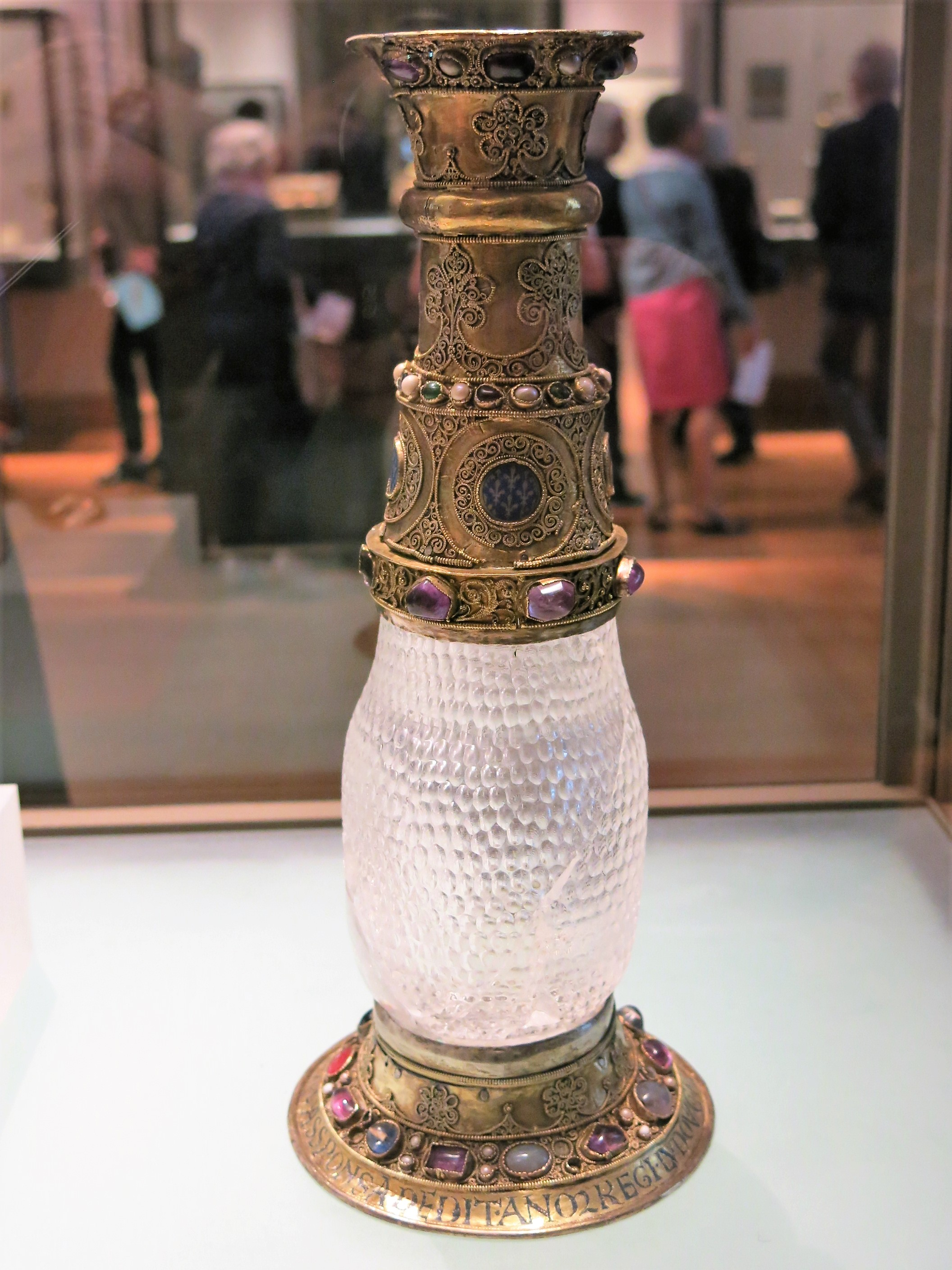
Vase de cristal d'Aliénor.

## Autres trésors liturgiques médiévaux
- Trésor de la cathédrale Notre-Dame de Paris.
- Trésor de la Sainte-Chapelle (aujourd'hui à Notre-Dame de Paris).
- Trésor de la cathédrale Notre-Dame de Reims conservé au palais du Tau.